# Козелецкая поселковая община
Козелецкая поселковая общи́на (укр. Козелецька селищна громада) — территориальная община в Черниговском районе Черниговской области Украины. Административный центр — пгт Козелец.
Население — 16 148 человек. Площадь — 697,0 км².
Количество учреждений, оказывающих первичную медицинскую помощь — 3.    

## История
Козелецкая поселковая община была создана 13 октября 2016 года путём объединения Козелецкого поселкового совета, Берлозовского, Белейковского, Бобруйковского, Бригинцовского, Дановского, Лемешовского, Лихолетского, Озерненского, Омеляновского, Патютинского, Пилятинского, Скрипчинского, Стависского сельсоветов Козелецкого района.   
12 июня 2020 года была присоединены территории Ничеговского, Алексеевщинского, Петровского, Савинского, Сыраевского сельсоветов Козелецкого района. 
17 июля 2020 года община вошла в состав нового Черниговского района. Козелецкий район был ликвидирован.

## География
Община занимает юго-восточную часть упразднённого Козелецкого района (1923-2020). Община граничит с Остёрской и Коптевской общинами Черниговского района, Носовской и Бобровицкой общинами Нежинского района, Киевской областью. 
Реки: Остёр, Трубеж, Гниздная.

## Населённые пункты
- пгт Козелец
- Алексеевщина
- Белейки
- Берлозы
- Блудшее
- Бобруйки
- Бояровка
- Бригинцы
- Будище
- Булахов
- Гарбузин
- Гладкое
- Гламазды
- Горбачи
- Даневка
- Ерков
- Жеребецкое
- Закревское
- Карасиновка
- Карпоки
- Корнеев
- Кривицкое
- Курганское
- Лемеши
- Лихолетки
- Мирное
- Мостище
- Ничеговка
- Новая Гребля
- Новики
- Озёрное
- Омелянов
- Опенки
- Патюты
- Песоцкое
- Пилятин
- Позднее
- Приветное
- Пушкари
- Рыков
- Савин
- Савинка
- Самойловка
- Сивухи
- Скрипчин
- Сокирин
- Стависское
- Сыраи
- Тарасов
- Тополи
- Часновцы
- Шамы
- Шапихи
- Шолойки
- Шуляки
- посёлок Калитянское